# Auch
Auch er en mindre fransk provinsby. Den er hovedsæde i departementet Gers.